# Joe Williamson

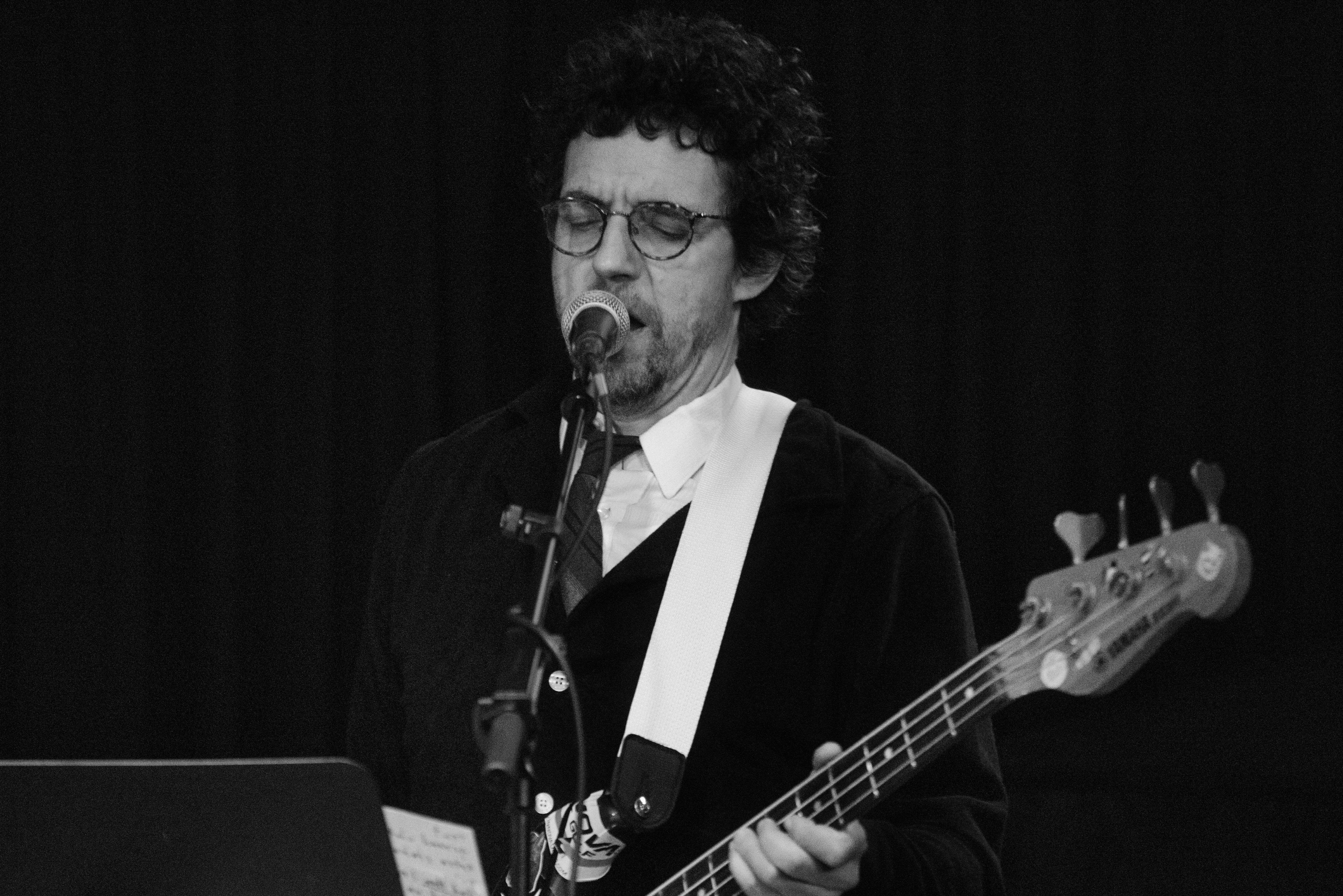
Joe Williamson mit Receptacles im club W71, 2023

Joe Williamson (* 1970 in Vancouver) ist ein kanadischer Jazzbassist und Improvisationsmusiker.

## Leben und Wirken
Williamson studierte ab 1989 Musik an der McGill University in Montreal. Von 1992 bis 1995 lebte er in Amsterdam, seit 1998 lebte er in Berlin, danach in London und jetzt in Stockholm. Er arbeitete mit Musikern wie Ab Baars, Steve Beresford, Andy Ex, Gianni Gebbia, Vinny Golia, Tristan Honsinger, François Houle, Luc Houtkamp, Peggy Lee, Paul Lovens, Evan Parker und Jon Rose zusammen.
Er ist Mitglied mehrerer Bands, darunter des Tobias Delius Quartet (mit Tristan Honsinger und Han Bennink), der Gruppen Kletka Red von Leonid Soybelman (mit Andy Moor und Tony Buck), Trapist von Martin Siewert (mit Martin Brandlmayr), Boombox von Thomas Borgmann und 2012 in Platform 1, mit Magnus Broo, Ken Vandermark, Steve Swell und Michael Vatcher sowie im Fire! Orchestra (Exit!, 2013), weiterhin mit Dennis Egberth (The Dennis Egberth Dynasty, 2025).
Weiterhin arbeitet er im Duo mit Olaf Rupp, in verschiedenen Bands mit dem Schlagzeuger Tony Buck, einem Trio mit Felicity Provan und Steve Heather und mit Eugene Chadbournes European Trio. Mit Anton Toorell und Dennis Egberth bildet er das Rocktrio  Receptacles.

## Diskografie
- François Houle: Hacienda (mit Dylan van der Schyff, Tony Wilson), 1992
- Kletka Red: Hijackin’, 1996
- Tobias Delius Quartet: The Heron, 1997
- Margareth Kammerer: Ode an die Langeweile – Eine Hommage an Hanns Eisler, 1998
- Tobias Delius Quartet: Toby’s Mloby, 1999
- Kletka Red: Hybrid, 2000
- Trapist: Highway My Friend, 2000
- Eugene Chadbourne/Joe Williamson/Uli Jenneßen: Ayler Undead, 2000–01
- Tobias Delius Quartet: Pelikanismus, 2001
- Trapist: Ballroom, 2002
- Olaf Rupp/Joe Williamson/Tony Buck: Weird Weapons, 2002
- The Ungrateful Carjacker, Soloalbum, 2003
- Sven-Åke Johansson/Rüdiger Carl/Joe Williamson: Hudson Riv, 2003
- Ned Rothenberg/Tony Buck/Stomu Takeishi/David Tronzo: The Fell Clutch, 2005–06
- Alister Spence, Joe Williamson, Christopher Cantillo: Curve (2021)
- Dennis Egberth / Oskar Carls / Joe Williamson / Niklas Fite: The Internet (DEg., 2022)
- Joe Williamson / Dennis Egberth: The Great Escape Plan (2022)
- Fredrik Ljungkvist, Emil Strandberg, Joe Williamson, Dennis Egberth: OIL (2024)